# Домингес, Федерико Эрнан
Федерико Эрнан Домингес (исп. Federico Hernán Domínguez; род. 13 августа 1976[…], Буэнос-Айрес) — аргентинский футболист, защитник. Чемпион мира среди молодёжи в составе сборной Аргентины 1995 года, имеет в активе матч за основную сборную своей страны. Неоднократный чемпион Аргентины. В 2014 году начал тренерскую карьеру.

## Биография
Начал профессиональную карьеру в «Велес Сарсфилде» в «золотой» период этой команды. В 1994 году стал победителем Кубка Либертадорес. Выиграв с «Велесом» два чемпионских титула, Домингес решил сменить клуб. В сезоне 1998/99 выступал в испанском «Эспаньоле», однако скоро вернулся в «Велес», в котором выступал до 2002 года. В том году он перешёл в «Индепендьенте» и с ходу выиграл чемпионат Аргентины, первый для «красных дьяволов» за предыдущие восемь лет.
После необъяснимого перехода в испанский «Леганес» Домингес быстро вернулся в элитарный чемпионат — на этот раз в клуб высшего дивизиона Мексики «Сантос Лагуну», в котором он быстро стал лидером.
С 2004 по 2007 год выступал за «Ривер Плейт». В 2009 году выступал в составе уругвайского «Насьоналя». Затем он играл в «Архентинос Хуниорс», в котором выиграл свой очередной титул чемпиона Аргентины (Клаусура 2010).
Домингес славится своими подключениями в атаку, а счёт которых он довольно часто для защитника забивал голы.
В составе сборной Аргентины сыграл один матч в 2003 году под руководством бывшего тренера по «Велес Сарсфилду» Марсело Бьельсы.
В 2014 году начал тренерскую карьеру в клубе «Депортиво Арменио».

## Титулы
- Чемпион Аргентины (5): Ап. 1995, Кл. 1996, Кл. 1998, Ап. 2002, Кл. 2010
- Кубок Либертадорес: 1994
- Суперкубок Либертадорес: 1996
- Чемпион мира среди молодёжи: 1995